# Resolutie 2213 Veiligheidsraad Verenigde Naties
Resolutie 2213 van de Veiligheidsraad van de Verenigde Naties was de eerste van twee resoluties over Libië die op 27 maart 2015 werden aangenomen door de VN-Veiligheidsraad. De resolutie verlengde de ondersteuningsmissie in Libië met vijf en een halve maand.

## Achtergrond
Na de val van het regime van kolonel Qadhafi in 2011 werd een nieuw Algemeen Nationaal Congres verkozen om het land te besturen. De oppositie tegen het door islamisten gedomineerde congres was echter groot. Toen het congres begin 2014 zijn eigen legislatuur verlengde, begon een legergeneraal een militaire campagne. Daarop volgden alsnog verkiezingen en kwam de Raad van Volksvertegenwoordigers aan de macht. De islamisten hadden bij die verkiezingen een zware nederlaag geleden, en bleven vasthouden aan het congres. Milities gelieerd aan beide kampen, islamisten en Islamitische Staat bevochten elkaar, en zo ontstond opnieuw een burgeroorlog.

## Inhoud
De Veiligheidsraad riep op tot een onmiddellijk en onvoorwaardelijk staakt-het-vuren. Andere landen, en vooral die rondom Libië, werd gevraagd de partijen in Libië aan te zetten tot deelname aan de door de VN geleide gesprekken. Ook werden ze opgeroepen het wapenembargo tegen Libië strikt na te leven.
Het mandaat van de ondersteuningsmissie UNSMIL werd verlengd tot 15 september 2015. De prioriteit van de missie werd verlegd naar het steunen van het politieke proces en veiligheidsakkoorden.
Daarnaast werd de maatregel, die de lidstaten toestond schepen die ervan verdacht werden illegaal Libische aardolie uit te voeren te inspecteren, verlengd tot 31 maart 2016. Het expertenpanel dat toezag op de sancties tegen Libië werd verlengd tot 30 april 2016.

## Verwante resoluties
- Resolutie 2174 Veiligheidsraad Verenigde Naties (2014)
- Resolutie 2208 Veiligheidsraad Verenigde Naties
- Resolutie 2214 Veiligheidsraad Verenigde Naties
- Resolutie 2238 Veiligheidsraad Verenigde Naties

Lijst ·  2196 ·  2197 ·  2198 ·  2199 ·  2200 ·  2201 ·  2202 ·  2203 ·  2204 ·  2205 ·  2206 ·  2207 ·  2208 ·  2209 ·  2210 ·  2211 ·  2212 ·  2213 ·  2214 ·  2215 ·  2216 ·  2217 ·  2218 ·  2219 ·  2220 ·  2221 ·  2222 ·  2223 ·  2224 ·  2225 ·  2226 ·  2227 ·  2228 ·  2229 ·  2230 ·  2231 ·  2232 ·  2233 ·  2234 ·  2235 ·  2236 ·  2237 ·  2238 ·  2239 ·  2240 ·  2241 ·  2242 ·  2243 ·  2244 ·  2245 ·  2246 ·  2247 ·  2248 ·  2249 ·  2250 ·  2251 ·  2252 ·  2253 ·  2254 ·  2255 ·  2256 ·  2257 ·  2258 ·  2259